# Mezoregion Centro-Sul Baiano

Mezoregion Centro-Sul Baiano

Mezoregion Centro-Sul Baiano – mezoregion w brazylijskim stanie Bahia, skupia 118 gmin zgrupowanych w ośmiu mikroregionach. Liczy 128.749,0 km² powierzchni.

## Mikroregiony
- Boquira
- Brumado
- Guanambi
- Itapetinga
- Jequié
- Livramento do Brumado
- Seabra
- Vitória da Conquista